# Związek Inwalidów Wojennych Rzeczypospolitej Polskiej

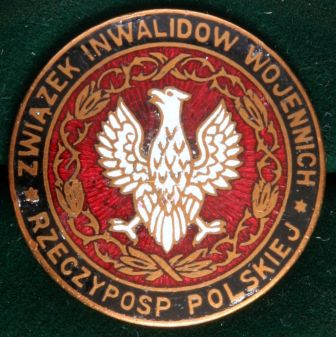
Odznaka ZIW RP z roku 1919

Związek Inwalidów Wojennych Rzeczypospolitej Polskiej – stowarzyszenie kombatanckie posiadające osobowość prawną.
Związek jest kontynuatorem tradycji założonego w 1919 roku Związku Inwalidów Wojennych Rzeczypospolitej Polskiej. Jego dewizą jest: Bóg, Honor i Ojczyzna. Jest najstarszą polską organizacją kombatancką, a także jednym z trzech najdłużej istniejących ogólnokrajowych stowarzyszeń społecznych. Równocześnie należy do pięciu najstarszych na świecie organizacji grupujących weteranów wojen.
Członkiem związku może zostać każdy posiadający status inwalidy wojennego i wojskowego, a także osoby represjonowane, ustawowo korzystające z uprawnień inwalidów wojennych oraz rencistów wojskowych.

## Geneza związku
Problemem inwalidów wojennych w Polsce władze państwowe zajmowały się od zarania odzyskania niepodległości. Zaczęto też samorzutnie organizować się w samopomocowy ruch związkowy.
Na obszarze zaboru pruskiego pierwsze otwarte, zorganizowane wystąpienie inwalidów wojennych miało miejsce 2 grudnia 1918 roku, na wiecu w Poznaniu. Pierwszy regionalny zjazd organizacji inwalidów wojennych odbył się 7 grudnia 1918 roku.
W zaborze austriackim w Krakowie już od 1917 roku istniał Związek Inwalidów Wojennych.
Na terenie byłej Kongresówki działał Centralny Związek Inwalidów Wojennych w Warszawie. W dniach 12–17 kwietnia 1919 roku odbył się w Warszawie wspólny zjazd delegatów wyłonionych w:
- Związku Inwalidów Wojennych RP z Wielkopolski,
- Centralnym Związku Inwalidów Wojennych RP z siedzibą w Warszawie,
- Związku Inwalidów Wojennych z siedzibą w Krakowie, działającym na terenie zaboru austriackiego,
- z innych, mniejszych ugrupowań.

Na zjeździe jednogłośnie postanowiono powołać jeden wspólny Związek Inwalidów Wojennych RP z siedzibą w Warszawie.

## Cele związku
- Obrona nabytych uprawnień inwalidów wojennych i wojskowych oraz członków ich rodzin,
- reprezentowanie interesów inwalidów wojennych i wojskowych oraz członków Związku wobec władz państwowych, samorządowych, administracji rządowej, organizacji społecznych itp.,
- popularyzowanie w społeczeństwie szczególnej rangi inwalidztwa wojennego i wojskowego powstałego w służbie Ojczyzny,
- działanie w celu zapewnienia członkom Związku społecznie uzasadnianych, zdrowych i godziwych warunków życia i egzystencji,
- usprawnianie różnych form opieki socjalnej i społecznej oraz rehabilitacji inwalidów.

## Odznaczenia

### Odznaka Honorowa Związku Inwalidów Wojennych Rzeczypospolitej Polskiej
Odznaka nadawana w dwóch stopniach: Krzyż Kawalerski i Komandoria.
Odznaczenie otrzymali m.in.:
- Karol Wojtyła, papież[6]
- Stanisław Gawłowski, wiceminister[7]
- Jerzy Woźniak, wiceminister[8]
- Mirosław Michalski, prof. ChAT
- Norbert Wójtowicz, historyk
- Tomasz Mathea, admirał
- Krzysztof Teryfter, kontradmirał
- Wiesław Barnat, prof. WAT
- Mirosław Różański, generał
- Jan Dachowski, działacz społeczny i sportowy
- Rajmund Andrzejczak, generał
- Piotr Mankiewicz, kombatant

### Krzyż 95 lat Związku Inwalidów Wojennych RP
Odznaczenie nadawane od 2014 przez Prezydium Zarządu Głównego ZIW RP w uznaniu szczególnych zasług dla Związku i jego członków.
Odznaczeni zostali m.in.:
- Bogusław Karakula, burmistrz Sokołowa Podlaskiego[9]
- Ryszard Wilczyński, wojewoda opolski[10]
- Maciej Kobyliński, prezydent Słupska[11]
- Rafał Dutkiewicz, prezydent Wrocławia
- Krzysztof Matyjaszczyk, prezydent Częstochowy[12]
- Mirosław Pobłocki, prezydent Tczewa[13]
- Piotr Głowski, prezydent Piły[14]
- Cezary Przybylski, marszałek dolnośląski[15]
- Michał Zaleski, prezydent Torunia[16]